# طوفان (فیلم بریتانیای ۱۹۷۹)
طوفان (انگلیسی: The Tempest) فیلمی به کارگردانی درک جارمن است که در سال ۱۹۷۹ منتشر شد. از بازیگران آن می‌توان به الیزابت ولش و ریچارد وارویک اشاره کرد.